# Nadiejka
Nadiejka (ros. Надейка) – wieś (ros. село, trb. sieło) w zachodniej Rosji, w sielsowiecie olchowskim rejonu chomutowskiego w obwodzie kurskim.

## Geografia
Miejscowość położona jest nad rzeką Nadiejka, 10 km od centrum administracyjnego sielsowietu olchowskiego (Olchowka), 19,5 km od centrum administracyjnego rejonu (Chomutowka), 110 km od Kurska.
W granicach miejscowości znajdują się ulice: Dacznaja, Zariecznaja, Nowaja (94 posesje).

## Historia
Do czasu reformy administracyjnej w roku 2010 wieś Nadiejka była centrum administracyjnym sielsowietu nadiejskiego, który w tymże roku został (wraz z sielsowietami niżnieczupachińskim i bolszealeszniańskim) włączony w sielsowiet olchowski.

## Demografia
W 2010 r. miejscowość zamieszkiwało 180 osób.